# رمی ورکوتر
رمی ورکوتر (انگلیسی: Rémy Vercoutre؛ زادهٔ ۲۶ ژوئن ۱۹۸۰) بازیکن فوتبال اهل فرانسه است.
از باشگاه‌هایی که در آن بازی کرده‌است می‌توان به باشگاه فوتبال کان، باشگاه ورزشی مون‌پلیه، باشگاه فوتبال المپیک لیون، و باشگاه فوتبال استراسبورگ اشاره کرد.